# 핑거링 (성행위)
핑거링은 손가락을 사용한 여성 성기 애무를 가리키는 속칭이다. 성적 흥분과 성적 자극을 목적으로 손을 사용해서 여성의 성기(음핵, 외음부, 질)나 항문을 애무하는 행위로 전희 과정에서 커닐링구스 이전에 흔히 쓰여진다.

## 개요

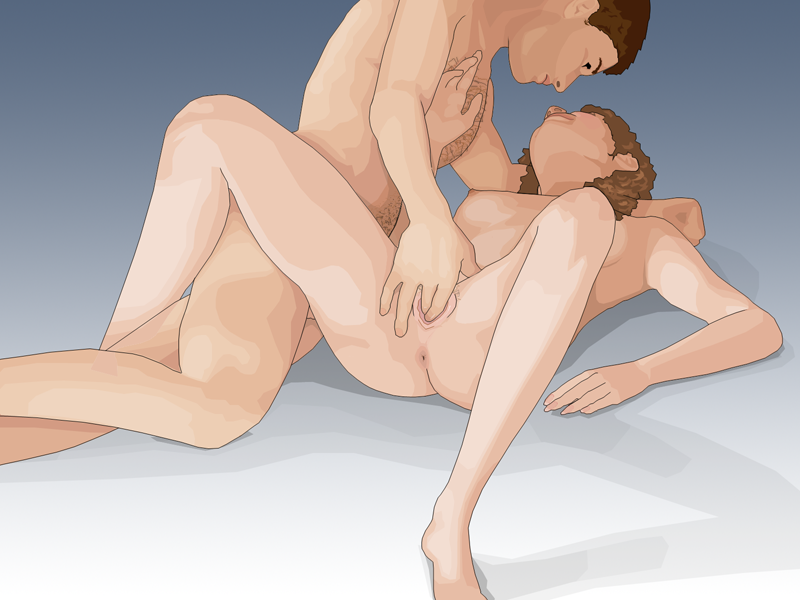
여성의 생식기를 손가락으로 애무하는 남성

핑거링은 여성이 성적 쾌감을 목적으로 타인의 손, 손가락에 의해 행해지는 여성 성기 대한 애무를 가리킨다. 남성이 여성에게 하는 경우 뿐 아니라, 여성이 동성에 하는 경우, 여성이 스스로에게 하는 경우, 모두에 해당되는 단어이다.
핑거링은 커닐링구스처럼 남성이 옷을 벗지 않은 상태에서도 서로가 동의해야만 성적 만족을 얻을 수 있다. 또한 커닐링구스와 마찬가지로 여성에게 임신을 시킬 염려가 없다는 장점이 있다. 보통의 연인이나 부부 사이에서 행해지며, 패션 헬스 등의 성매매 업소에서도 흔히 행해진다.
남성이 여성의 모습을 관찰하면서 서서히 쾌감을 높이는 경우 핑거링에 의해 질 분비물이 분출, 절정에 이르기도 한다.

## 같이 보기
- 커닐링구스
- 피스팅